# Nepomuk (Jílovice)
Nepomuk je vesnice, část obce Jílovice v okrese České Budějovice v Jihočeském kraji, ležící nedaleko Třeboně. V roce 2011 zde trvale žilo 22 obyvatel. Hlavní část vesnice tvoří řada modernizovaných chalup postavených po jedné straně slepé cesty. Po druhé straně je hluboký les. Na severním okraji vede silnice Jílovice–Šalmanovice. Za silnicí jsou v polích řídce roztroušené usedlosti a chalupy Jiterní Vsi, zvané Požerov.

## Historie
První písemná zmínka o vesnici pochází z roku 1790.
Nepomuk ani Jiterní Ves nejsou staré vesnice, vznikly zásluhou lesních dělníků až koncem 18. století. Nepomuk vznikl v katastru obce Těšínov (okres Nové Hrady) na pozemcích novohradského velkostatku hraběte Jana Nepomuka Buquoye, podle něhož byl pojmenován. Naopak Jiterní Ves vznikla na pozemcích třeboňského schwarzenberského velkostatku, v katastru obce Kramolín (okres Třeboň). Po reorganizaci státní správy byly obě osady od 1. prosince 1948 připojeny k okresu Trhové Sviny.

## Obyvatelstvo
| Rok            | 1869 | 1880 | 1890 | 1900 | 1910 | 1921 | 1930 | 1950 | 1961 | 1970 | 1980 | 1991 | 2001 | 2011 | 2021 |
| -------------- | ---- | ---- | ---- | ---- | ---- | ---- | ---- | ---- | ---- | ---- | ---- | ---- | ---- | ---- | ---- |
| Počet obyvatel | 220  | 190  | 172  | 186  | 165  | 134  | 110  | 79   | 63   | 58   | 30   | 27   | 23   | 22   | 29   |
| Počet domů     | 21   | 20   | 20   | 21   | 21   | 21   | 21   | 20   | 20   | 18   | 14   | 19   | 20   | 20   | 22   |

## Obecní správa
Při sčítání lidu v letech 1850–1899 Nepomuk byl osadou obce Buková v okrese Budějovice. V letech 1899–1950 byl osadou obce Těšínov v okrese České Budějovice (v letech 1899–1910 Budějovice). Od 21. května 1950 do 31. března 1976 byl osadou obce Šalmanovice, se kterým patřil nejprve do okresu Trhové Sviny, ale od roku 1960 v okrese České Budějovice. Od 1. dubna 1976 je částí obce Jílovice v okrese České Budějovice.

## Pamětihodnosti
Do Nepomuku patří zajímavé budovy dvou bývalých hájoven Fricovna a Radovna. Jiterní Ves měla vlastní hasičský sbor, založený v roce 1905, který si pro dvoukolovou ručně poháněnou stříkačku postavil malou hasičskou schráň se zvonicí, která je nejvýraznější stavbou osady. Vedle schráně je pomník padlých vojáků v první světové válce.